# Новоселски поток
Новоселски поток је водени ток на Фрушкој гори, десна је притока Дунава, дужине 12,8km, површине слива 31,2km².
Извире испод Иришког Венца (360 м.н.в.) и са густом мрежом притока дренира северне падине Фрушке горе. Тече ка северу и у Дунав се улива у Сремској Каменици (77 м.н.в.) У доњем делу је каналисан. Амплитуде протицаја крећу се од 5 л/с до 41,5 m³/с. Главна притока је Пиров поток. Дуж водотока простире се пут преко Иришког венца који повезује Сремску Каменицу са Иригом.